# Todor Todoroszki
Todor Todoroszki (cirill betűkkel: Тодор Тодороски; Prilep, 1999. február 26. –) macedón válogatott labdarúgó, a Studențesc Iași játékosa.

## Pályafutása

### Klubcsapatokban
Todoroszki a macedón Metalurg Szkopje és a Vardar Szkopje akadémiáin nevelkedett, a macedón élvonalban 2016. április 20-án mutatkozott be a Metalurg színeiben egy Renova elleni mérkőzésen. 2017 és 2018 között harmincnyolc bajnoki mérkőzésen szerepelt a Vardarban, 2017-ben macedón bajnok lett a csapattal. 2019 és 2021 között a horvát Osijek labdarúgója volt; eleinte a második számú csapatban játszott, később hat horvát élvonalbeli mérkőzésen lépett pályára az első számú csapatban, valamint a 2020-2021-es idényben kölcsönben szerepelt a szintén élvonalbeli Šibenikben. 2021 őszén a szerb élvonalbeli Radnički Niš, 2022 tavaszán pedig a szlovák élvonalbeli ŠKF Sereď labdarúgója volt. A 2022-2023-as szezonban harmincegy mérkőzésen három gólt szerzett az azeri élvonalbeli Sumqayıt csapatában. 2023 szeptemberben igazolt a magyar élvonalbeli Zalaegerszeghez.

### A válogatottban
Todoroszki 2014-es bemutatkozása után végigjárta a macedón korosztályos válogatottakat, szerepelt az U17-es, az U18-as, az U19-es és az U21-es nemzeti csapatban is. A felnőttek között 2021 novemberében kapott először lehetőséget Örményország ellen.

## Mérkőzései az északmacedón válogatottban
| #  | Dátum                | Ellenfél     | Eredmény | Kiírás          | Esemény |
| -- | -------------------- | ------------ | -------- | --------------- | ------- |
| 1. | 2021. november 11.   | Örményország | 5 – 0    | Vb-selejtező    | 83'     |
| 2. | 2022. június 5.      | Gibraltár    | 2 – 0    | Nemzetek Ligája |         |
| 3. | 2022. június 9.      | Grúzia       | 0 – 3    | Nemzetek Ligája | 79'     |
| 4. | 2022. június 12.     | Gibraltár    | 4 – 0    | Nemzetek Ligája |         |
| 5. | 2022. szeptember 23. | Grúzia       | 0 – 2    | Nemzetek Ligája | 68'     |
| 6. | 2022. szeptember 26. | Bulgária     | 0 – 1    | Nemzetek Ligája | 14′     |

## Sikerei, díjai
Vardar
- Macedón bajnokság
  - Bajnok: 2016–2017